# Fushun
Fushun (en chino, 抚顺; pinyin, Fǔshùn) es una ciudad-prefectura en la provincia de Liaoning, República Popular China. Situada en las orillas del río Hun (渾河) "río de barro". Antes se llamó Fouchouen en francés. La ciudad fue ocupada por Rusia hasta 1905 y por Japón hasta 1945. Su área es de 11 271 km² y su población total para 2020 superó los 2 millones de habitantes.

## Historia
El líder de Jurchen (manchú) Nurhaci se casó con su nieta de su hijo Abatai con el general Li Yongfang (李永芳) de la dinastía Ming después de que Li se rindiera a Fushun en 1618.: 148 : 79 : 13  La descendencia de Li recibió el título de "Vizconde de tercera clase" (三等 子爵; sān děng zǐjué). Li Yongfang fue el gran bisabuelo de Li Shiyao.
Fushun estuvo en un estado de depresión durante casi un siglo y medio de la dinastía Qing. Fue en 1783 que la nueva ciudad de Fushun se completó al suroeste de la antigua ciudad. La ciudad fue ocupada por Rusia hasta 1905 y por Japón hasta 1945. Con la victoria japonesa sobre el Imperio ruso y la firma del Tratado de Portsmouth, la sucursal de Manchuria del Sur (desde Changchún a Lüshun) del Ferrocarril de China Lejano Oriente fue transferida al control japonés. South Manchuria Railway Company expandió rápidamente el sistema heredado de Rusia a proporciones asombrosas. Desarrollaron minas de carbón en Fushun. Bajo el control de los japoneses y con 30 años de desarrollo, el área de Fushun se convirtió en un área altamente industrializada. En Fushun también hay un Lei Feng Memorial Hall, con un museo.

## Clima
Debido a su posición geográfica el clima de Fushun es muy similar a la vecina Shenyang. El clima es monzónico influenciado por el clima continental húmedo que se caracteriza por los veranos calientes y húmedos e inviernos secos pero muy fríos por el anticiclón de Siberia. El mes más frío es enero con -11C y el más caliente es julio con 25C, con una media de 9C que deja 183 días libre de nieve. La ciudad tiene un clima con temperaturas extremas que pueden superar los 35C en verano y descender hasta los -25 °C en los meses de invierno. Más de la mitad de la lluvia se precipita de julio a agosto.
| Parámetros climáticos promedio de Fushun (1971−2000) | Parámetros climáticos promedio de Fushun (1971−2000) | Parámetros climáticos promedio de Fushun (1971−2000) | Parámetros climáticos promedio de Fushun (1971−2000) | Parámetros climáticos promedio de Fushun (1971−2000) | Parámetros climáticos promedio de Fushun (1971−2000) | Parámetros climáticos promedio de Fushun (1971−2000) | Parámetros climáticos promedio de Fushun (1971−2000) | Parámetros climáticos promedio de Fushun (1971−2000) | Parámetros climáticos promedio de Fushun (1971−2000) | Parámetros climáticos promedio de Fushun (1971−2000) | Parámetros climáticos promedio de Fushun (1971−2000) | Parámetros climáticos promedio de Fushun (1971−2000) | Parámetros climáticos promedio de Fushun (1971−2000) |
| Mes                                                  | Ene.                                                 | Feb.                                                 | Mar.                                                 | Abr.                                                 | May.                                                 | Jun.                                                 | Jul.                                                 | Ago.                                                 | Sep.                                                 | Oct.                                                 | Nov.                                                 | Dic.                                                 | Anual                                                |
| ---------------------------------------------------- | ---------------------------------------------------- | ---------------------------------------------------- | ---------------------------------------------------- | ---------------------------------------------------- | ---------------------------------------------------- | ---------------------------------------------------- | ---------------------------------------------------- | ---------------------------------------------------- | ---------------------------------------------------- | ---------------------------------------------------- | ---------------------------------------------------- | ---------------------------------------------------- | ---------------------------------------------------- |
| Temp. máx. media (°C)                                | −4.8                                                 | −0.9                                                 | 6.8                                                  | 16.5                                                 | 23.0                                                 | 27.2                                                 | 29.1                                                 | 28.4                                                 | 23.6                                                 | 15.7                                                 | 5.7                                                  | −1.9                                                 | 14.0                                                 |
| Temp. mín. media (°C)                                | −16.1                                                | −12.2                                                | −3.8                                                 | 4.2                                                  | 11.2                                                 | 17.0                                                 | 20.6                                                 | 19.3                                                 | 12.1                                                 | 4.2                                                  | −4.2                                                 | −12.1                                                | 3.5                                                  |
| Precipitación total (mm)                             | 6.0                                                  | 7.0                                                  | 17.9                                                 | 39.4                                                 | 53.8                                                 | 92.0                                                 | 165.5                                                | 161.8                                                | 74.7                                                 | 43.3                                                 | 19.2                                                 | 9.8                                                  | 690.3                                                |
| Días de precipitaciones (≥ 0.1 mm)                   | 3.5                                                  | 4.0                                                  | 5.1                                                  | 7.7                                                  | 9.2                                                  | 11.9                                                 | 13.5                                                 | 10.9                                                 | 7.6                                                  | 6.7                                                  | 5.4                                                  | 3.8                                                  | 89.3                                                 |
| Horas de sol                                         | 162.5                                                | 179.3                                                | 221.8                                                | 236.3                                                | 256.0                                                | 238.6                                                | 206.8                                                | 218.8                                                | 228.4                                                | 212.3                                                | 161.0                                                | 146.2                                                | 2468.0                                               |
| Humedad relativa (%)                                 | 60                                                   | 55                                                   | 53                                                   | 52                                                   | 55                                                   | 67                                                   | 78                                                   | 78                                                   | 71                                                   | 65                                                   | 63                                                   | 61                                                   | 63.2                                                 |
| Fuente: China Meteorological Administration          |                                                      |                                                      |                                                      |                                                      |                                                      |                                                      |                                                      |                                                      |                                                      |                                                      |                                                      |                                                      |                                                      |

## Administración
La ciudad prefectura de Fushun se divide en 8 localidades que se administran en 4 distritos, 1 condado y 2 condados autónomos.
- Distrito Shuncheng (顺城区)
- Distrito Xinfu (新抚区)
- Distrito Dongzhou (东洲区)
- Distrito Wanghua (望花区)
- Condado Fushun (抚顺县)
- Condado autónomo Xinbin (新宾满族自治县)
- Condado autónomo Qingyuan (清原满族自治县)

## Economía
Fushun es una zona altamente industrializada. Se ha desarrollado como un próspero centro productor de combustibles, energía y materias primas, pero también ofrece cada día más oportunidades en el sector textil y la electrónica. Está conectada por ferrocarril con Shenyang y Dalian. El hoyo artificial más grande del mundo, conocido como el Magnificent West Pit, está situado no muy lejos del centro de la ciudad. Se trata de una mina de carbón a cielo abierto, y está en funcionamiento desde aproximadamente el siglo XII. 
Fushun tiene una importante planta de reducción de aluminio y fábricas de automóviles, maquinaria, productos químicos, cemento y caucho.
La película L'amant, protagonizada por Tony Leung Ka Fai, describe una historia de amor entre una joven francesa y un joven de Fushun. 

## Comunicación y transporte
Fushun está a sólo 40 kilómetros del aeropuerto Sehnyang Taoxian.
Los ferrocarriles y carreteras conectan a la ciudad de Shenyang y a la provincia de Jilin.
Los puertos de Dalian y Yingkou también se encuentran cerca, a 400 km y 200 km respectivamente, con buenas conexiones por autopista.

## Recursos
Fushun es rica en muchos tipos de recursos como madera, carbón, esquistos de petróleo, hierro, cobre, magnesio, oro, mármol, titanio y margas. 
La energía hidráulica y térmica son también una importante fuente local de recursos disponibles.
Fushun es conocida cómo "la capital del carbón". La mayor compañía petrolera y carbonera es el Grupo Minero de Fushun que produce alrededor de 6 millones de toneladas de carbón por año, principalmente de mezcla de carbón de coque y carbón vaporizado. La compañía también tiene recursos de metano en capas de carbón de alrededor de 8,9 millones de metros cúbicos. Además, posee reservas geológicas de alto grado de petróleo de esquisto (3,5 billones de toneladas) de las que son explotables alrededor de 920 millones de toneladas.

## Desarrollo industrial
Fushun se ha desarrollado a través de la utilización de los abundantes yacimientos minerales naturales que se encuentran en la zona y es una importante base industrial nacional para el petróleo, química, metalurgia y maquinaria de materiales de construcción. Nuevos sectores, como la electrónica, la industria ligera, el tejido y el hilado, también se están convirtiendo en prominentes.
En 1930, la producción a escala comercial de petróleo de esquisto en Fushun comenzó con la construcción de la Refinería n.º 1. 
Tras la Segunda Guerra Mundial, la producción de aceite de esquisto cesó. En 1950, un total de 266 réplicas se encontraban en funcionamiento, cada una con una capacidad de 100-200 toneladas de petróleo de esquisto por día. En 1954, la Refinería n.º 2 comenzó su producción y en 1959 el máximo anual de producción de petróleo de esquisto aumentó a 780.000 toneladas.
Desde 1965 el uso de aceite de esquisto bituminoso en Funshun empezó a disminuir. Con el descubrimiento del campo petrolero de Da Qing en 1960, el productor petrolífero en esos tiempos Sinopec cerró sus operaciones de la pizarra bituminosa en el comienzo de la década de 1990. Al mismo tiempo, el esquisto bituminoso Funshun fue establecido como parte del Grupo de Minería Fushun. Se inició la producción en 1992. En el mismo año, la Asociación Nacional China de Petróleo de Esquisto se estableció en Fushun.
A finales de 2006, el Grupo Minero Fushun inició la mayor planta de aceite de esquisto bituminoso en el mundo, que consta de siete unidades de autoclave con 20 réplicas cada unidad, en total 140 conjuntos.
También hay dos refinerías de petróleo. La compañía Fushun Petrochemical, una subsidiaria de PetroChina, está construyendo un complejo de refinación y petroquímico en Fushun.

## Turismo
Funshún es un centro turístico famoso en el noreste de China. Con altas montañas y bosques espesos dando un 40% de cobertura forestal, la ciudad ha creado una industria turística fuerte. El Parque Forestal Nacional Houshi, a unos 55 km del centro de la ciudad de Fushun, es evaluado por el gobierno central como una atracción turística AAAA. Saer, Hu Scenic abarca unos 260 kilómetros cuadrados.
Dentro de este se encuentra Dahuofang, con 110 km cuadrados, que es el mayor algo artificial en el noreste de China.
Hay un buen número de sitios históricos y culturales en la zona. El éxito reciente de Fushun está en el reclamo de dos sitios del Patrimonio Mundial que atraerá más turistas.
Dentro de Fushun está el origen de la dinastía Qing, en un sitio conocido como Xingjing. Fue la primera capital de la dinastía Jin que data del 1616. Al lado de la antigua ciudad están las tumbas Yongling con varios miembros de la familia real. Ambos sitios están en la lista de la UNESCO.
En tiempos más recientes, en Fushun era donde estaba destinado Lei Feng como soldado y murió; un museo conmemorativo cuenta su historia y es una atracción popular.
También fue en Fushun que el último emperador, Puyi, fue encarcelado después de la final de la Segunda Guerra Mundial. El edificio de la cárcel se convirtió ahora en un museo (actualmente cerrado; según el director reabrirá el 1 de mayo de 2010). 
Otro monumento de la guerra, las ruinas de la Sala Memorial de la Tragedia de Pingdingshan cuenta la historia de la masacre del pueblo chino por los japoneses en 1931 en este pueblo.

## Figuras notables
Lei Feng, fue un soldado consagrado en la historia de la nueva China después de 1949, el cual murió en esta ciudad. Hay un parque en memoria de su nombre en el distrito de Wanghua.
Li Xianglan, también conocida como Yoshiko Otaka, fue una cantante japonesa de China, y estrella de cine de la década de 1930.
Wang Nan, es un deportista de tenis, que ha ganado muchas medallas de oro en el mundo.
Wang Ao, jugador de fútbol, que actualmente juega en la Universidad de Notre Dame, South Bend, en Estados Unidos.

## Educación
El rango más alto de institución de educación superior es la Universidad de Liaoning de Petróleo y Tecnología Química.
Los requisitos para escuelas postsecundarias son muy altos. Los alumnos deberán pasar un mínimo cierto grado para que sigan en las carreras individuales.

## Deportes
La ciudad solía ser la sede del equipo Liaoning FC de la Súper Liga China (de fútbol); el equipo no pudo pagar la renta en el estadio Leifeng por lo que se trasladó a Pekín, donde ahora representa a Chaolai en el noroeste de la ciudad.
También Wang Nan, una jugadora de tenis mesa, está entre las mejores del mundo.